# Москатов Петро Георгійович
Петро Георгійович Москатов (15 червня 1894, місто Керч Таврійської губернії, тепер Автономна Республіка Крим — 19 квітня 1969, місто Москва, Російська Федерація) — радянський державний і партійний діяч, секретар ВЦРПС. Член Комісії партійного контролю при ЦК ВКП(б) (1934—1939). Член Центральної Ревізійної Комісії КПРС (1939—1961), голова Центральної Ревізійної Комісії КПРС (1952—1959). Депутат Верховної Ради СРСР 1—2-го та 4—5-го скликання.

## Біографія
Народився 3 (15) червня 1894 року в родині робітника, машиніста парових машин. У 1906 році закінчив два класи церковноприходської початкової школи в Керчі.
З травня 1907 по серпень 1909 року — учень стругальника Таганрозького котельного заводу «Альберт Нев, Вільде і Ко». З вересня 1909 по грудень 1910 року — нагрівальник заклепок у портових майстернях Таганрога. У січні 1911 — травні 1912 року — електромонтер Таганрозької міської електростанції.
У червні 1912 — жовтні 1913 року — електромонтер Таганрозького металургійного заводу Альберта Нева. Брав участь у революційному гуртку на Таганрозькому металургійному заводі. За участь в антиурядовій діяльності та страйку був звільнений із заводу і висланий на два роки за межі області Війська Донського.
У листопаді 1913 — квітні 1914 року — електромонтер Юзівського металургійного заводу. Працював також на Єнакіївському металургійному заводі, заводах Макіївки та Ростова-на-Дону. З травня 1914 по січень 1915 року — безробітний в місті Таганрозі.
У січні 1915 року призваний в російську армію, з січня по серпень 1915 року навчався в школі військових шоферів у Петрограді. У серпні 1915 — травні 1917 року — шофер-механік 23-го автозагону російської армії на Австрійсько-Німецькому фронті, учасник Першої світової війни. У лютому 1917 року обраний головою полкового комітету.
Член РСДРП(б) з травня 1917 року.
У травні 1917 — травні 1918 року — електромонтер Таганрозького металургійного заводу. З вересня 1917 року — член Таганрозького міського комітету РСДРП(б), член революційного комітету Таганрозького металургійного заводу.
З травня 1918 року — на політичній роботі в Червоній армії: політичний боєць та політичний керівник автобронечастини Першого Таганрозького полку Таманської армії РСЧА на Північно-Кавказькому фронті. З жовтня 1918 року — на підпільній партійній роботі в Таганрозі.
У грудні 1919 — березні 1921 року — директор, комісар Таганрозької міської електростанції.
У квітні 1921 — червні 1922 року — керуючий електростанції Російсько-Балтійського снарядного заводу в Таганрозі.
У липні 1922 — квітні 1923 року — завідувач Таганрозького міського відділу комунального господарства.
У травні 1923 — вересні 1924 року — завідувач організаційного відділу Таганрозького повітового комітету КП(б)У.
У вересні 1924 — вересні 1926 року — відповідальний секретар Таганрозького окружного комітету РКП(б).
У 1926 році закінчив шестимісячні курси марксизму-ленінізму в селі Красная Поляна Сочинського району Чорноморського округу Північно-Кавказького краю.
У грудні 1926 — серпні 1929 року — голова Північно-Кавказького крайового комітету Спілки металістів.
У вересні 1929 — березні 1931 року — відповідальний секретар ЦК профспілки металістів СРСР.
У квітні 1931 — січні 1934 року — голова ЦК профспілки транспортного машинобудування СРСР. З 30 квітня 1932 до 15 травня 1937 року — кандидат у члени президії ВЦРПС.
У лютому 1934 — березні 1936 року — керівник групи машинобудування Комісії партійного контролю при ЦК ВКП(б).
У березні 1936 — травні 1937 року — уповноважений Комісії партійного контролю при ЦК ВКП(б) по Казахській АРСР (РСР).
У травні 1937 року — уповноважений Комісії партійного контролю при ЦК ВКП(б) по Далекосхідному краю.
15 травня 1937 — 15 березня 1944 року — секретар ВЦРПС, член президії ВЦРПС. З листопада 1937 року — заступник представника ВЦРПС в Економічній Раді при Раді народних комісарів СРСР.
У жовтні 1940 — травні 1946 року — начальник Головного управління державних трудових резервів при РНК СРСР.
У червні 1946 — березні 1953 року — 1-й заступник міністра трудових резервів СРСР із загальних питань, член колегії Міністерства трудових резервів СРСР.
Одночасно, з 24 грудня 1947 по лютий 1949 року — начальник Головного управління ремісничих, залізничних училищ і шкіл фабрично-заводського учнівства Міністерства трудових резервів Української РСР у Києві.
14 жовтня 1952 — 3 лютого 1959 року — голова Центральної ревізійної комісії КПРС.
Одночасно, з лютого 1954 по січень 1960 року — голова Комісії зі встановлення персональних пенсій при Раді міністрів СРСР.
З січня 1960 року — персональний пенсіонер союзного значення в Москві.
Автор книг: «Рабочий класс Дона в борьбе за Советскую власть» (1957), «Плечом к плечу» (1955), «Завоёванное Октябрём» (1957), «Вместе с партией» (1958).
Помер 19 квітня 1969 року, похований на Новодівочому цвинтарі Москви.

## Нагороди
- три ордени Леніна (1.07.1944, 14.06.1954,)
- орден Трудового Червоного Прапора
- орден Червоного Прапора
- орден Вітчизняної війни І ст.
- медалі